# سد زمزم
سد زمزم سدی از نوع خاکی با هسته رسی واقع در قائم‌شهر، روستای برنجستانک می‌باشد.
طول این سد 249 متر، عرض آن ۱۰ متر و ارتفاعش از کف پی ۳۲ متر بوده و حجم مخزن 3 میلیون متر مکعب می‌باشد.
این سد به منظور ذخیره‌سازی آب و استفاده از آن در مواقع کم‌آبی برای تأمین آب در ۱۱۲۰ هکتار از اراضی کشاورزی و شالیزارهای پایین‌دست سد، احداث گردیده‌و قابلیت تنظیم 9 میلیون مترمکعب آب در سال را دارا می‌باشد.